# Teoría de haces
En matemática, un haz F sobre un espacio topológico dado, X, proporciona, para cada conjunto abierto U de X, un conjunto F(U), de estructura más rica. A su vez dichas estructuras, F(U), son compatibles con la operación de restricción desde un conjunto abierto hacia subconjuntos más pequeños y con la operación de pegado de conjuntos abiertos para obtener un abierto mayor. Un prehaz es similar a un haz, pero con él puede no ser posible la operación de pegado. Los haces permiten analizar y entender lo que significa ser una propiedad local, tal y como se habla de ello cuando se aplica a una función.

## Introducción
Los haces son usados en topología, geometría algebraica y geometría diferencial siempre que queremos guardar rastro de los datos algebraicos que varían con cada conjunto abierto del objeto geométrico dado. Son una herramienta global para estudiar objetos que varían localmente (i.e., dependiendo del conjunto abierto). Funcionan como instrumentos naturales para el estudio del comportamiento global de entidades que son de naturaleza local, como los conjuntos abiertos, o las funciones: continuas, analíticas, diferenciables...
Por considerar un ejemplo típico, sea un espacio topológico X y sea, para cada conjunto abierto U en X, el conjunto F(U), que consta de todas las funciones continuas U {\displaystyle \rightarrow } R. Si V es un subconjunto abierto de U, entonces las funciones sobre U pueden restringirse a V, y tenemos una aplicación F(U)
{\displaystyle \rightarrow } F(V). El "pegado" se trata del siguiente proceso: supón que los Ui son conjuntos abiertos cuya unión es U, y para cada i cogemos un elemento fi {\displaystyle \in } F(Ui), i.e. una función continua fi : Ui {\displaystyle \rightarrow } R. Si estas funciones coinciden allá donde se solapen, entonces podemos pegarlas juntas de manera que nos den una única forma de conseguir una función continua f : U {\displaystyle \rightarrow } R conincidente con todas las fi. La colección de conjuntos F(U) junto con las aplicaciones restricción F(U) {\displaystyle \rightarrow }
F(V) forman un haz de conjuntos sobre X. Realmente, los F(U) son anillos conmutativos y las aplicaciones de restricción son homomorfismos de anillos, y
F es además un haz de anillos sobre X.
Un ejemplo muy parecido se obtiene considerando una variedad diferenciable X, y para cada conjunto abierto U de X, tomando el conjunto F(U) como el de las funciones diferenciables U {\displaystyle \rightarrow } R. En este ejemplo va a funcionar también el pegado y tendremos un haz de anillos sobre X. Otro haz sobre X asigna a cada conjunto abierto U de X el espacio vectorial de todas los campos vectoriales diferenciables definidos sobre U. La restricción y el pegado funcionará como en el caso de las funciones, y obtendremos un haz de espacios vectoriales sobre la variedad X.

## Historia
Los orígenes más primigenios de la teoría de haces son difíciles de discernir - seguramente son coextensivos con la idea de la continuación analítica. Tomó alrededor de 15
años para extraer una teoría de haces autosuficiente del trabajo fundacional en cohomología.
- 1936 Eduard Čech introduce la construcción de Nervio de un recubrimiento abierto, que asocia un complejo simplicial a un recubrimiento abierto.
- 1938 Hassler Whitney suministra una definición 'moderna' de la cohomología, resumiendo todo el trabajo realizado desde que Alexander y Kolmogórov definieran las cocadenas.
- 1943 Steenrod publica sobre la homología con coeficientes locales.
- 1945 Jean Leray publica trabajo realizado en un campo de prisioneros de guerra, motivado por las demostraciones sobre teoremas del punto fijo en su aplicación a la teoría de EDP (ecuaciones en derivadas parciales). Esto es el comienzo de la teoría de haces y de las secuencias espectrales.
- 1947 Henri Cartan demuestra de nuevo el Teorema de Rham mediante métodos de teoría de haces, en su correspondencia con André Weil. Leray da una definición de haz a través de los conjuntos cerrados (los antiguos carapaces).
- 1948 El seminario de Cartan pone por primera vez la teoría de haces por escrito.
- 1950 La 'segunda edición' del seminario de Cartan sobre teoría de haces: donde se usa la definición del espacio de haces (éspace étalé), con estructura de tallos (stalkwise).

Son introducidos los Soportes, y la cohomología con soportes. Las aplicaciones continuas hacen surgir las sucesiones espectrales. Al mismo tiempo Kiyoshi Oka introduce la idea (parecida a aquella) de un haz de ideales, en varias variables complejas.
- 1951 El seminario de Cartan demuestra los teoremas A y B basados en la obra de Oka.
- 1953 El teorema de finitud para haces coherentes en la teoría analítica es demostrado por Cartan y Serre, así como La dualidad de Serre.
- 1954 El artículo de Serre Faisceaux algébriques cohérents (publicado en 1955)[1] introduce los haces dentro de la geometría algebraica. Estas ideas son explotadas inmediatamente por Hirzebruch, quien escribe un libro fundamental sobre métodos topológicos.
- 1955 Alexander Grothendieck en lecturas dadas en Kansas define la categoría abeliana y los prehaces, y mediante el uso de la resolución inyectiva permite usar directamente la cohomología de haces sobre todos los espacios topológicos, como funtores derivados.
- 1957 El artículo de Grothendieck llamado Tohoku [2] reescribe el álgebra homológica; prueba la dualidad de Grothendieck (i.e., dualidad de Serre para variedades singulares).
- 1958 El libro de Godement sobre teoría de haces es publicado. Aproximadamente al mismo tiempo Mikio Satō propone las hiperfunciones, que terminan por verse "haz-teoréticamente".
- 1957 progresivamente: Grothendieck extiende la teoría de haces ajustándola a las necesidades de la geometría algebraica, introduciendo los: esquemass y haces generales sobre ellos, cohomología local, la categoría derivada (esto con Verdier), y la Topología de Grothendieck. Allí surgen también su influyente y sintética idea de las 'seis operaciones' en álgebra homológica.

En este punto los haces se han convertido ya en una parte fundamental en el desarrollo de la matemática, y su uso no se restringe de ningún modo a la topología algebraica. Más tarde se descubrió que la lógica en las categorías de haces es intuicionista (se suele a menudo nombrar esta observación como semántica Kripke-Joyal, pero probablemente debiera ser atribuida a un mayor número de autores). Esto demuestra cómo algunas de las facetas de la teoría de haces puede ser remontada tan lejos como a Leibniz.

## Definición formal
Definiremos los haces en dos pasos. El primero es introducir el concepto de prehaz, que captura la idea de asociar información local a un espacio topológico. El segundo paso es introducir un axioma adicional, llamado el axioma de pegado o el axioma de haz, que captura la idea de pegar información local para obtener información global.

### Definición de prehaz
Sea X un espacio topológico, y C una categoría (a menudo la categoría de conjuntos, de grupos abelianos, de anillos conmutativos, o la de módulos sobre un anillo fijo). Un prehaz F de objetos en C sobre el espacio X (un C-prehaz sobre X) viene dado por los datos siguientes:
- para cada conjunto abierto U en X, un objeto F(U) en C
- para cada inclusión de conjuntos abiertos V {\displaystyle \subset } U, un morfismo F(U) {\displaystyle \rightarrow } F(V) en la categoría C, que se llama la "restricción

de U a V". La escribiremos como resU,V.
Se requieren dos propiedades:
- para cada conjunto abierto U en X, tenemos resU,U =idF(U), i.e., la restricción de U a U es la identidad.
- dados cualquiera tres conjuntos abiertos W {\displaystyle \subset } V {\displaystyle \subset } U, tenemos resV,W o resU,V =resU,W, i.e. la restricción de F(U) a F(V) y entonces a F(W) es lo mismo que la restricción de F(U) directamente a F(W).

Esta definición puede darse fácilmente en términos de la teoría de las categorías.
Primero definimos la categoría de los conjuntos abiertos sobre X como la categoría TopX cuyos objetos son los conjuntos abiertos de X y cuyos morfismos son las inclusiones. TopX es entonces la categoría correspondiente al orden parcial {\displaystyle \subset } sobre los conjuntos abiertos de X. Un C-prehaz sobre X es entonces un
funtor contravariante desde TopX a C.
Si F es un prehaz C-valuado sobre X, y U es un conjunto abierto de X, entonces F(U) se dice las secciones de F sobre U. (Esto es por analogía con las secciones de los "fiber bundles"; ver abajo) Si C es una categoría concreta, entonces cada elemento de F(U) es llamado una sección.
F(U) a menudo es también denotado Γ(U,F).

### El axioma de pegado
Los haces son prehaces sobre los cuales las secciones sobre conjuntos abiertos pueden ser pegadas para dar secciones sobre abiertos más grandes. Estableceremos primero el axioma de una manera que requiere que C sea una categoría concreta.
Sea U la unión de la colección de conjuntos abiertos {Ui}. Para cada Ui, escoge una sección fi sobre
Ui. Diremos que los fi son compatibles si para todo i j,
resUi,Ui{\displaystyle \cap }Uj(fi) =resUj,Ui{\displaystyle \cap }Uj(fj).
Intuitivamente hablando, si las fi representan funciones, estamos diciendo que cualquiera de ellas coincidirá con otra allá donde se solapen. El axioma de haz dice que podemos obtener con los fi una sección única f sobre U cuya restricción a cada Ui es fi, i.e.,
resU,Ui(f)=fi. Algunas veces esto se dice con dos axiomas, uno garantizando la existencia y el otro la unicidad.
Parafraseando esta definición de manera que funcione en cualquier categoría, notamos que podemos escribir los objetos y los morfismos envueltos en ella en un diagrama parecido a este:
{\displaystyle {\mathcal {F}}(U)\rightarrow \prod _{i}{\mathcal {F}}(U_{i}){\rightarrow  \atop \rightarrow }\prod _{i,j}{\mathcal {F}}(U_{i}\cap U_{j})}
La primera aplicación aquí es el producto de las aplicaciones restricción
resU,Ui,:F(U){\displaystyle \rightarrow }F(Ui) y cada par de flechas representa las dos restricciones resUi,Ui{\displaystyle \cap }Uj:Ui{\displaystyle \rightarrow }Ui{\displaystyle \cap }Uj
y
resUj,Ui{\displaystyle \cap }Uj:Uj{\displaystyle \rightarrow }Ui{\displaystyle \cap }Uj.
Vale la pena hacer notar que esas aplicaciones agotan todas las posibilidades en cuanto a las aplicaciones restricción entre U, los Ui, y los Ui{\displaystyle \cap }Uj.
La condición de que F sea un haz es exactamente la de que F(U) es el límite del resto del diagrama. Esto sugiere que debemos parafrasear la noción de recubrimiento en un contexto categorial. Cuando hacemos esto,
obtenemos un diagrama que semeja al de arriba:
{\displaystyle \prod _{i,j}U_{i}\cap U_{j}{\rightarrow  \atop \rightarrow }\prod _{i}U_{i}\rightarrow U}
(Es importante notar aquí que para formar los productos en el diagrama, debemos embeber la categoría TopX en una categoría completa) La condición
de que U es la unión de los Ui es la de que U es un
colímite del resto del diagrama.
El axioma de pegado es ahora el que F torna todos los colímites en límites.

## Ejemplos
Aparte de los que ya hemos puesto, los haces de secciones son ejemplos importantes. Supón que E y X son espacios topológicos y π :
E {\displaystyle \rightarrow } X una aplicación continua. Para cada conjunto abierto U en X, sea
F(U) el conjunto de todas las aplicaciones f : U {\displaystyle \rightarrow } E tales que π(f(x)) = x para todo x en U. Tal función f
es llamada sección de π. No es difícil comprobar que F es
un haz de conjuntos sobre X. De hecho, cada haz de conjuntos sobre X es esencialmente de este tipo, para aplicaciones muy especiales π; ver abajo.
Dado un haz F sobre X, los elementos de F(X) son llamados también las secciones globales, terminología motivada por el ejemplo previo.
Otros ejemplos:
- El haz constante.
- Cualquier fibrado vectorial proporciona un haz de conjuntos, cogiendo las secciones.
- Mira cómo los haces son usados en el artículo sobre Superficie de Riemann.
- Espacios anillados son haces de anillos conmutativos; son especialmente importantes los espacios localmente anillados, donde todos los tallos (mirar más abajo) son anillos locales.
- Los esquemas son espacios localmente anillados especiales, importantes en geometría algebraica; los haces de módulos son importantes en la teoría asociada.
- Haces de rectas en el artículo : Simulación.